# سیارک ۱۹۵۰۰
سیارک ۱۹۵۰۰ (به انگلیسی: 19500 Hillaryfultz، نامگذاری:1998KF49) نوزده هزار و پانصدمین سیارک کشف شده‌است که در ۲۳ مه ۱۹۹۸ کشف شد.
قدر مطلق سیارک برابر ۱۵.۵ است.